# جورج اندرسون
جورج اندرسون (انگلیسی: George Whelan Anderson Jr.; ۱۵ دسامبر ۱۹۰۶ – ۲۰ مارس ۱۹۹۲) سیاست‌مدار و ادمیرال نیروی دریایی ایالات متحده آمریکا بود، که در فاصله سال‌های ۱۹۶۱ تا ۱۹۶۳ به‌عنوان شانزدهمین فرمانده عملیات نیروی دریایی آمریکا فعالیت می‌کرد.
اندرسون فعالیت نظامی را از سال ۱۹۲۷ در نیروی دریایی آمریکا آغاز کرد و در دهه ۱۹۵۰ فرماندهی کشتی یواس‌اس میندورو و ناوهواپیمابر یواس‌اس فرانکلین روزولت را برعهده داشت. 
وی از ۱۹۵۷ تا ۱۹۵۹ فرمانده لشکر ۶ ترابری بود، از ۱۹۵۹ تا ۱۹۶۱ فرماندهی ناوگان ششم ایالات متحده آمریکا را برعهده داشت، در فاصله سال‌های ۱۹۶۳ تا ۱۹۶۶ به‌عنوان سفیر ایالات متحده در پرتغال فعالیت می‌کرد و از ۱۹۶۹ تا ۱۹۷۶ در دوره ریاست‌جمهوری ریچارد نیکسون و جرالد فورد، رئیس هیئت مشاوران اطلاعاتی رئیس‌جمهور بود.